# Aarão Ben-Joaeph Sason
  Aarão Ben-Joaeph Sason  também conhecido como Schascon foi um rabino de Tessalónica. Célebre pelos seus escritos. Viveu nos últimos anos do século XVI, princípio do século XVII. Deixou várias obras importantes destacando-se entre elas: Torá Emeth (A Lei da Verdade) e Sephat Emeth (O Livro da Verdade). 